# Zachary Taylor
- Acest articol se referă la președintele Statelor Unite ale Americii.  Pentru caracterul Power Rangers, vedeți Zack Taylor⁠(d).

Zachary Taylor (n. 24 noiembrie 1784 - d. 9 iulie 1850), cunoscut ca și "Old Rough and Ready", a fost cel de-al doisprezecelea președinte al Statelor Unite ale Americii, fiind în funcție între 1849 și 1850.  Taylor a fost cunoscut pentru cariera sa militară extinsă și pentru faptul de a fi primul președinte american neales anterior în vreo funcție publică. Zachary Taylor a fost al doilea președinte american care a decedat în decursul mandatului său. 